# John Stuart, Viscount Mount Stuart

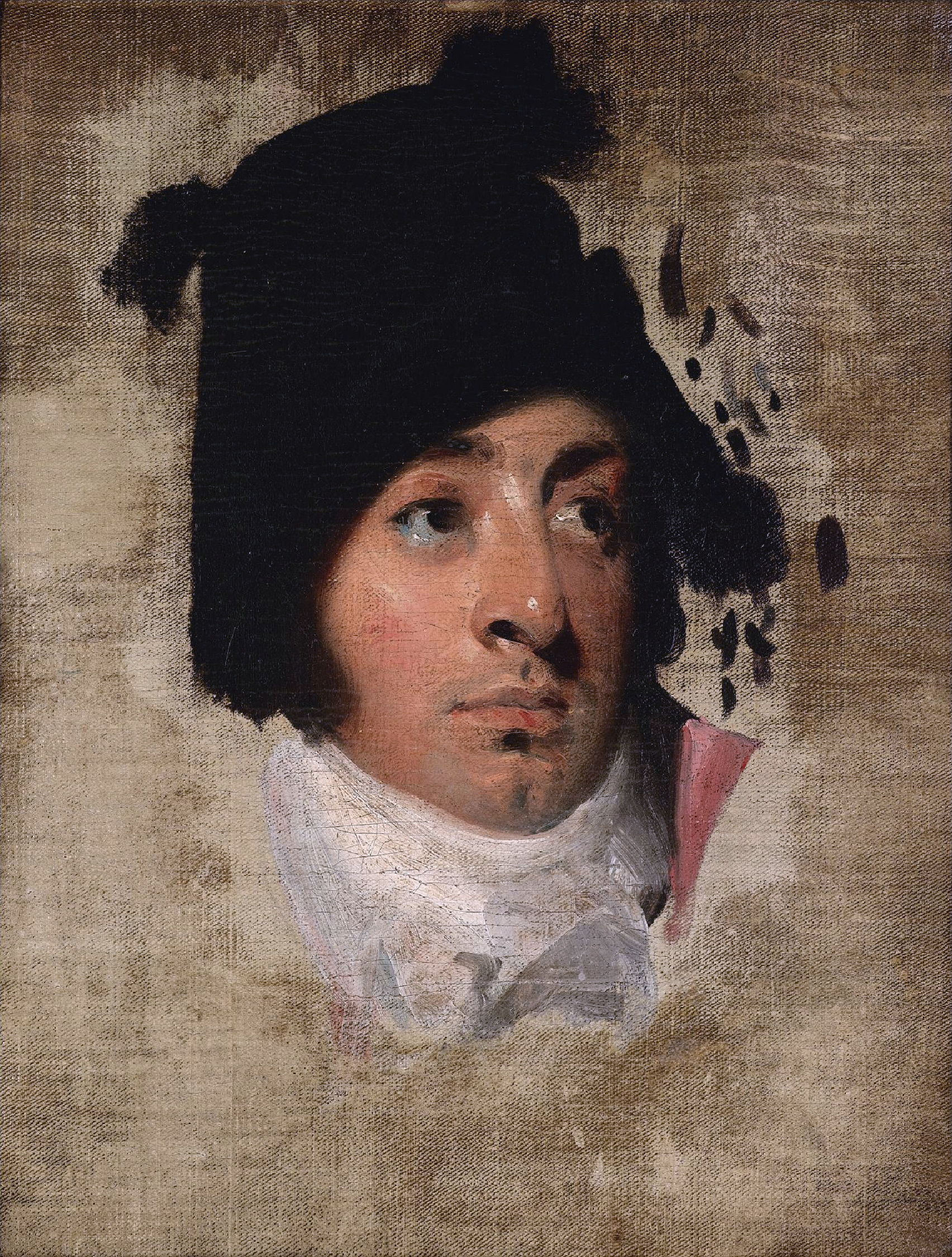
Lord Mount Stuart, Porträtstudie von Thomas Lawrence

John Stuart, Viscount Mount Stuart (* 25. September 1767 in London; † 22. Januar 1794 in Stansted Mountfitchet) war ein britischer Politiker. 
John Stuart entstammte einer alten Nebenlinie des Hauses Stuart. Er war der älteste Sohn von John Stuart, dem ältesten Sohn des 3. Earl of Bute, und dessen ersten Frau Charlotte Hickman-Windsor. Sein Vater wurde 1776 zum Baron Cardiff erhoben und erbte 1792 den Titel Earl of Bute. John führte deshalb als sein Heir apparent ab 1792 den Höflichkeitstitel Viscount Mount Stuart.
Er besuchte von 1775 bis 1779 das Eton College und erhielt anschließend Privatunterricht. Ab dem 27. Mai 1784 studierte er am St John’s College in Cambridge, wo er 1787 einen Abschluss als Master machte. Sein Vater hatte durch die Heirat mit der Erbin der Familie Windsor erheblichen Grundbesitz in Südostwales erworben, weshalb er dafür sorgte, dass sein ältester Sohn 1790 als Abgeordneter für Cardiff in das House of Commons gewählt wurde, wo er den Tories angehörte. 1791 wurde Stuart Oberst der Miliz von Glamorgan und 1793 als Nachfolger seines Vaters Lord Lieutenant von Glamorgan. Nach dem Tod seines Großvaters, des 3. Earl of Bute, des ehemaligen Premierministers, versuchte sein Vater ihn durch seine Kontakte zu William Windham und zum Duke of Portland politisch zu fördern, doch John stürzte im Dezember 1793 während einer Jagd vom Pferd und starb einen Monat später an den Folgen.
Stuart hatte am 12. Oktober 1792 Lady Elizabeth Penelope McDowall-Crichton geheiratet, die einzige Tochter von Patrick McDouall-Crichton, 6. Earl of Dumfries und von dessen Frau Margaret Crauford. Er hinterließ einen fünf Monate alten Sohn, John Stuart, der später der Erbe seines Großvaters als 2. Marquess of Bute wurde. Acht Monate nach seinem Tod wurde sein zweiter Sohn James geboren.